# Sebastian Noelle
Sebastian Noelle (* 9. Dezember 1973 in Göttingen) ist ein deutsch-amerikanischer Jazzmusiker (Gitarrist und Komponist).

## Leben und Wirken
Noelle wurde 1973 in Göttingen in eine musikalische Familie hineingeboren: Sein Vater spielt Renaissancelaute, Gitarre und Klavier, seine Mutter Cello. Alfred Dürr, Experte für die Musik von J. S. Bach, war sein Großvater. Seine frühe formale musikalische Ausbildung war rein klassisch. Das Cello war von 7 bis 14 Jahren sein Hauptinstrument. Gitarre erlernte er als Teenager autodidaktisch.
Noelle absolvierte ein vierjähriges Studium der Jazzperformance und -komposition an der Hochschule für Musik in Mannheim und war in der Mannheimer Szene aktiv. Weitere wichtige Schritte waren Auftritte beim Montreux Jazz Festival und beim North Sea Jazz Festival (mit dem Mannheim Jazz Orchestra) 1998 und bei den Mannheimer Jazztagen '99 mit einer Big Band unter der Leitung der Komponistin Maria Schneider. Nach Abschluss des Studiums an der Mannheimer Hochschule im Jahr 2000 erhielt Noelle ein Stipendium des DAAD für ein zweijähriges Auslandsstudium am New England Conservatory in Boston, MA u. a. bei Gene Bertoncini und John Abercrombie.
Seit 2002 ist Noelle in New York City ansässig, arbeitet dort an eigenen Projekten, mit denen bisher fünf Alben entstanden, aber auch als Sideman. Als Sideman hat er mit JoAnne Brackeen, Lewis Nash, Mulgrew Miller, Bob Moses, Maria Schneider, Joel Frahm, Bobby Shew, Kurt Rosenwinkel, Dave Santoro, John Hollenbeck, Scott Reeves, Michael Abene, Darcy James Argue, Jihye Lee (Daring Mind) und Tony Moreno gespielt. Zu hören ist er u. a. auch auf Dynamic Maximum Tension (2023) von Darcy James Argue’s Secret Society.
Noelles Kompositionen umfassen auch Werke für Big Band, Streichquartett, Sologitarre, Gesang und kleine Jazz-Ensembles und wurden in den USA und Europa aufgeführt. Zudem unterrichtet er Jazzgitarre am Brooklyn-Queens Conservatory.

## Diskografie (Auswahl)

### Als Leader
- System One (Fresh Sound 2021, mit Matt Mitchell, Chris Tordini, Dan Weiss)
- Shelter (Fresh Sound 2016, mit Marc Mommaas, Matt Clohesy, Matt Mitchell, Dan Weiss)
- Koan (Fresh Sound 2011, Loren Stillman, George Colligan, Thomson Kneeland, Tony Moreno)
- Across the River (Fresh Sound 2006, mit Donny McCaslin, Ben Street, Ari Hoenig)
- Freedom Trail (2002, mit Noah Jarrett, Ferenc Németh sowie John Abercrombie)

### Kooperationen
- Anicha Open Secrets (2012, mit Jean Rohe, Mariel Berger, Mark Small, Satoshi Takeishi)
- Sebastian Noelle, Rainer Böhm, Panagiotis Andreou, Martin Valihora: Secret Sound Nation (Nolimit Records 2004)
- Sebastian Noelle & Gene Bertoncini Home Is Where the Heart Wants to Go (2002)
- Changes Jazz Changes? (2000, Jazz'n Arts, mit Olaf Schönborn, Rainer Böhm, Torsten Steudinger, Lars Binder)